# 582. Volksgrenadier-Division
Die 582. Volksgrenadier-Division war ein Großkampfverband der deutschen Wehrmacht im Zweiten Weltkrieg.

## Geschichte
Die 582. Volksgrenadier-Division wurde am 25. August 1944 in der 32. Aufstellungswelle auf dem Truppenübungsplatz Warthelager bei Posen (Wehrkreis XXI) im Wartheland durch den Wehrkreis III aufgestellt. Die Aufstellung war bis 31. Oktober 1944 geplant. 
Noch in der Aufstellungsphase befindlich, wurde die Division am 17. September 1944 in die noch nicht aufgestellte 26. Volks-Grenadier-Division, welche u. a. aus der bei Kowel zerschlagenen 26. Infanterie-Division gebildet wurde, umbenannt.

## Gliederung
- Grenadier-Regiment 1206 mit zwei Bataillonen, wurde Füsilier-Regiment 39
- Grenadier-Regiment 1207 mit zwei Bataillonen, wurde Grenadier-Regiment 77
- Grenadier-Regiment 1208 mit zwei Bataillonen, wurde Grenadier-Regiment 78
- Artillerie-Regiment 1582 mit vier Batterien, wurde Artillerie-Regiment 26
- Divisions-Einheiten 1582, wurden Divisions-Einheiten 26